# Karlo I., rumunjski kralj
Karlo I., pravo ime Princ Karl Eitel Friedrich Zephyrinus Ludwig von Hohenzollern-Sigmaringen (Sigmaringen, 20. travnja 1839. – dvorac Peleş, Sinaia, 10. listopada 1914.), knez Ujedinjenih kneževina Moldavije i Vlaške od 1866. i prvi rumunjski kralj od 1881. godine, iz dinastije Hohenzollern-Sigmaringen. Za svoje vladavine doprinio je vojnom i ekonomskom napretku Rumunjske, ali istovremeno nije uspio riješiti osnovne probleme većinski ruralne zemlje.

## Životopis
Karlo je bio njemački princ, rođen u Sigmaringenu u obitelji Karla Antona i Jozefine Badenske, a izabran je za rumunjskog kneza nakon svrgavanja Aleksandra Cuze. Školovao se u Dresdenu i Bonnu, a 1864. godine sudjelovao je kao časnik pruske vojske u ratu protiv Danske.
Poslije abdikacije Aleksandra Cuze, kneževska kruna bila ponuđena bratu belgijskog kralja Leopolda II., princu Filipu Flamanskom, ali kako ju je on odbio, na preporuku cara Napoleona III., krunu je dobio Karlo, kao Napoleonov rođak. Izabran je za kneza 20. travnja 1866. godine na referendumu. Tri godine kasnije oženio je Elizabetu od Wieda, koja je stekla umjetničku slavu kao pjesnikinja pod pseudonimom Carmen Sylva. Karlo je s njom dobio kći Mariju koja je umrla u ranom djetinjstvu.
Za vrijeme Francusko-pruskog rata (1870. – 1871.) postao je omražen u zemlji zbog svojih germanofilskih osjećaja, a tijekom nemira 1871. godine umalo je ostao bez prijestolja. Ipak, vratio je dio popularnosti zbog svoje vojne vještine iskazane u bici kod Plevne u vrijeme Rusko-turskog rata (1877. – 1878.), tijekom kojeg je pristao uz Rusiju. Uz suglasnost europskih sila, proglasio se kraljem 15. ožujka 1881. godine. Bio je prvi vladar iz dinastije Hohenzollern-Sigmaringen, koja je vladala Rumunjskom do proglašenja Republike 1947. godine.
Na vanjsko-političkoj sceni, sklopio je 1883. godine sklopio je tajni savez s Njemačkom i Austro-Ugarskom, a na unutrašnjem planu radio je na razvoju urbanih središta, industrijalizaciji i financijskom jačanju države. Unatoč uspjesima, nije uspio riješiti socijalno pitanje, zbog kojeg su Rumunjsku 1906. godine potresli ustanci zbog nepravedne podijele zemlje, koja je većinom bila u rukama rumunjske vladajuće oligarhije, koja je vladala nedemokratskim metodama.
Rumunjska je bila neutralna u Prvom balkanskom ratu, ali je u strahu od jačanja Bugarske, 1913. godine ušla u Drugi balkanski rat, u kojem se u savezu sa Srbijom, Grčkom, Crnom Gorom i Turskom sukobila s Bugarskom. Nakon što je Bugarska, suočena s mnogo jačim neprijateljima, kapitulirala, Rumunjska je stekla Dobruđu.
Iako se Karlo u vanjskoj politici oslanjao na Austro-Ugarsku i Njemačku, po izbijanju Prvog svjetskog rata tajni se politički savez nije mogao održati zbog naklonosti rumunjskih vladajućih slojeva prema Antanti, premda je Karlo osobno bio naklonjen Centralnim silama, zbog čega je Rumunjska zadržala neutralnost.
Karlo iz braka s Elizabetom od Wieda nije imao živućih potomaka pa ga je naslijedio nećak Ferdinand I.

## Vanjske poveznice
- Karlo I. Hrvatska enciklopedija
- Karlo I. Proleksis enciklopedija
- Karlo I., rumunjski kralj Britannica

| Prethodnik Alexandru Ioan Cuza | knez Moldavije i Vlaške (1866. – 1881.) | Nasljednik 'titula napuštena' |

| Prethodnik 'novi naslov' | rumunjski kralj (1881. – 1914.) | Nasljednik Ferdinand I. |